# Оснабрюкская улица
Оснабрюкская улица — улица в Пролетарском районе города Твери. Была проведена в 1994 году как южная граница микрорайона Мамулино, построенного для военнослужащих, выводимых из Германии. Строители из этой страны принимали участие в строительстве этого микрорайона. Длина Оснабрюкской улицы составляет 2,202 километра. Проходит от дороги Мамулино-Никулино до Волоколамского шоссе.
Улица названа в честь Оснабрюка — города-побратима Твери с 1982 года.
Участок с нечётной стороны от улицы И.Касьянова до Дружинной улицы застроен пятиэтажными домами. С той же стороны от спортплощадки до Складской улицы был построен микрорайон с многоэтажными домами «Мамулино-2». По чётной стороне Оснабрюкской улицы от Дружинной ул. до ул. А.Атрощанка построен ЖК «Мичуринский». На участке, ограниченном Оснабрюкской улицей с севера,Волоколамским шоссе с востока и улицей М.Смирновой с юга, построен ЖК «Брусилово».
В 2021 году было завершено строительство торгового центра на пересечении Оснабрюкской и Дружинной улиц. Напротив ЖК «Брусилово» находится АЗС «Роснефть».В 2017 году на пересечении Оснабрюкской улицы и Волоколамского шоссе был открыт ТЦ «Тележка».